# Siekierczyna (Limanowa)
Pour les articles homonymes, voir Siekierczyna.
Siekierczyna est une localité polonaise de la gmina et du powiat de Limanowa en voïvodie de Petite-Pologne.